# ピッツ・グロリア

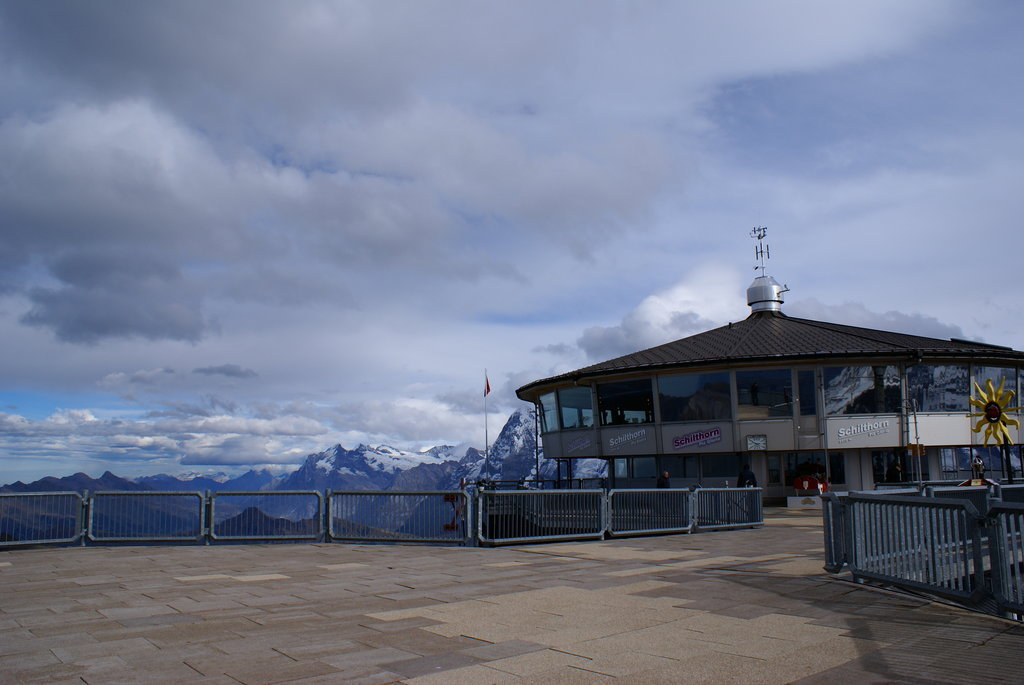
シルトホルン山山頂のピッツグロリア、後方に見えるのはヴェッターホルンとアイガー。

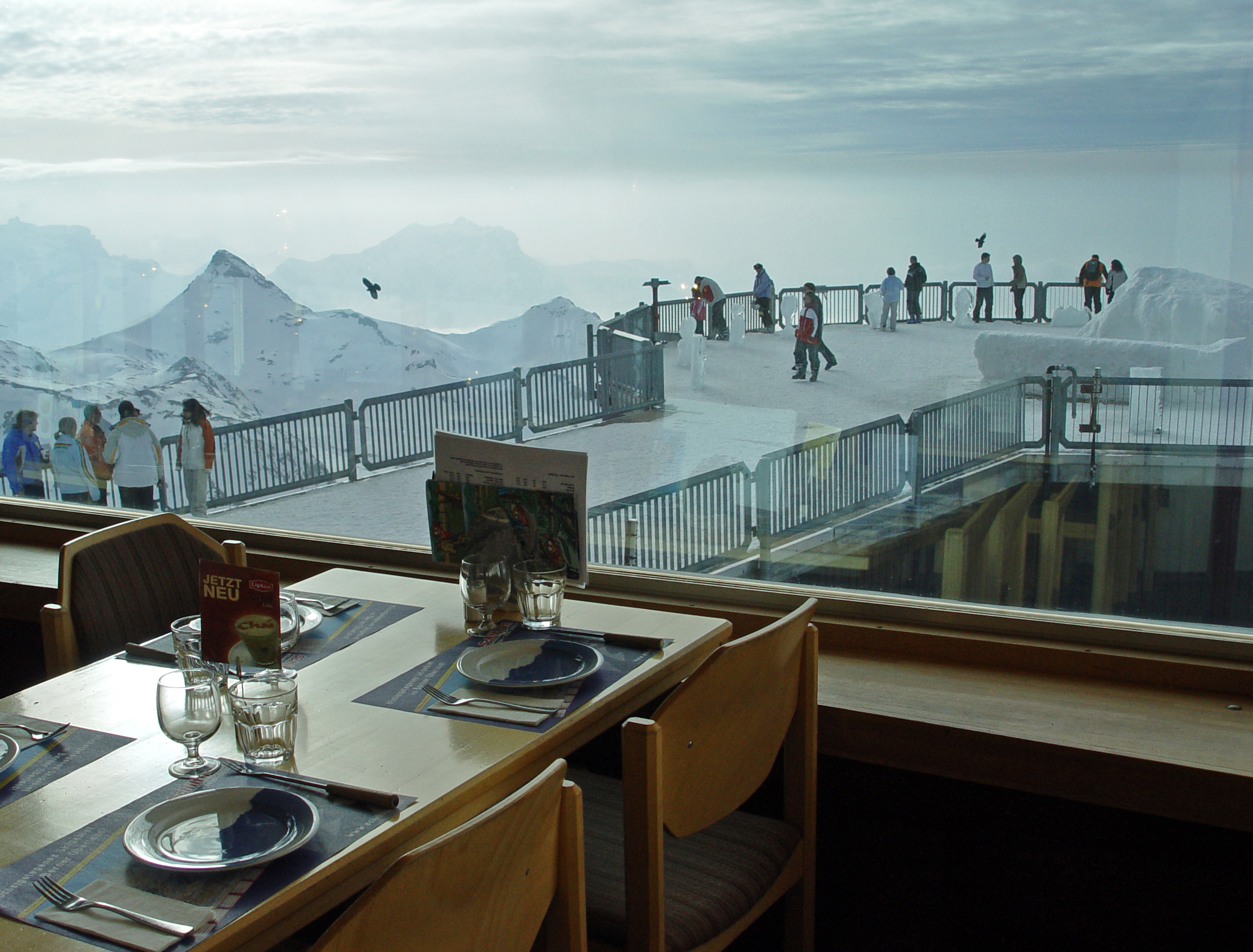
ピッツグロリアのテラスからの眺望

ピッツグロリア（Piz Gloria）は、スイス、ベルン州、ベルナーオーバーラント地方の山、シルトホルン（標高2970ｍ）の山頂に建つレストラン。建物自体が太陽光発電の力でゆっくり回るため（回転レストラン）、席に座ったまま360°の景観を楽しむことができる。直径18ｍの展望テラスも併設。山頂からユングフラウ三山（アイガー、メンヒ、ユングフラウ）をはじめ、200を越える峰々の大パノラマが広がる。

## 概要
ピッツ・グロリアは、もともとアクション映画007シリーズの第6作、「女王陛下の007」（1969年公開）のセットとして作られた。もともと山上にロープウェー駅とレストランの建設が予定されていたが、工事はなかなか進んでいなかった。原作小説『女王陛下の007』に登場する山荘ピッツ・グロリア（悪の首領エルンスト・スタヴロ・ブロフェルドが秘密基地とする）を映画に出すためにロケハンをしていた映画スタッフはシルトホルン山頂の工事中のレストランのことを知り、完成への財政的支援をする代わりに完成後はまず映画撮影のために使用するという契約を結んだ。映画公開後にレストランは映画と同じ「ピッツ・グロリア」の名前で開店した。朝食の特別メニュー、”ジェームスボンド・ブレックファスト”や、ジェームス・ボンド・バー、マルチビジョン「ツーリストラマ」での「007」映画のハイライトシーン上映など、「007」の世界を楽しむ仕掛けが随所に凝らされている。
ピッツ・グロリアと隣接する展望台がある場所から北東にのびる尾根に、2013年夏からピッツ・グロリア・ビューと呼ばれる新しい展望台が完成した。回転レストラン「ピッツ・グロリア」と一緒に、アイガー、メンヒ、ユングフラウの三山を一緒に撮影できるポイントとなっている。

## アクセス
インターラーケン・オスト駅から登山鉄道でラウターブルンネンへ。ラウターブルンネンからポストバスでシュテッヘルベルク・シルトホルンケーブル乗場の停留所で下車。さらにロープウェイでギンメルヴァルト、ミューレン、ビルクで乗換えてシルトホルンへ。
ラウターブルンネンからロープウェイで中間駅のグリュチアルプへ上がり、さらに山岳鉄道でミューレン経由、シルトホルンへ上がるルートもある。シルトホルン山頂駅からピッツ・グロリアへは直結している。
車はラウターブルンネン、またはシュテッヘルベルクまでアクセス可能。